# Konstantin Jurjewitsch Tschaikin

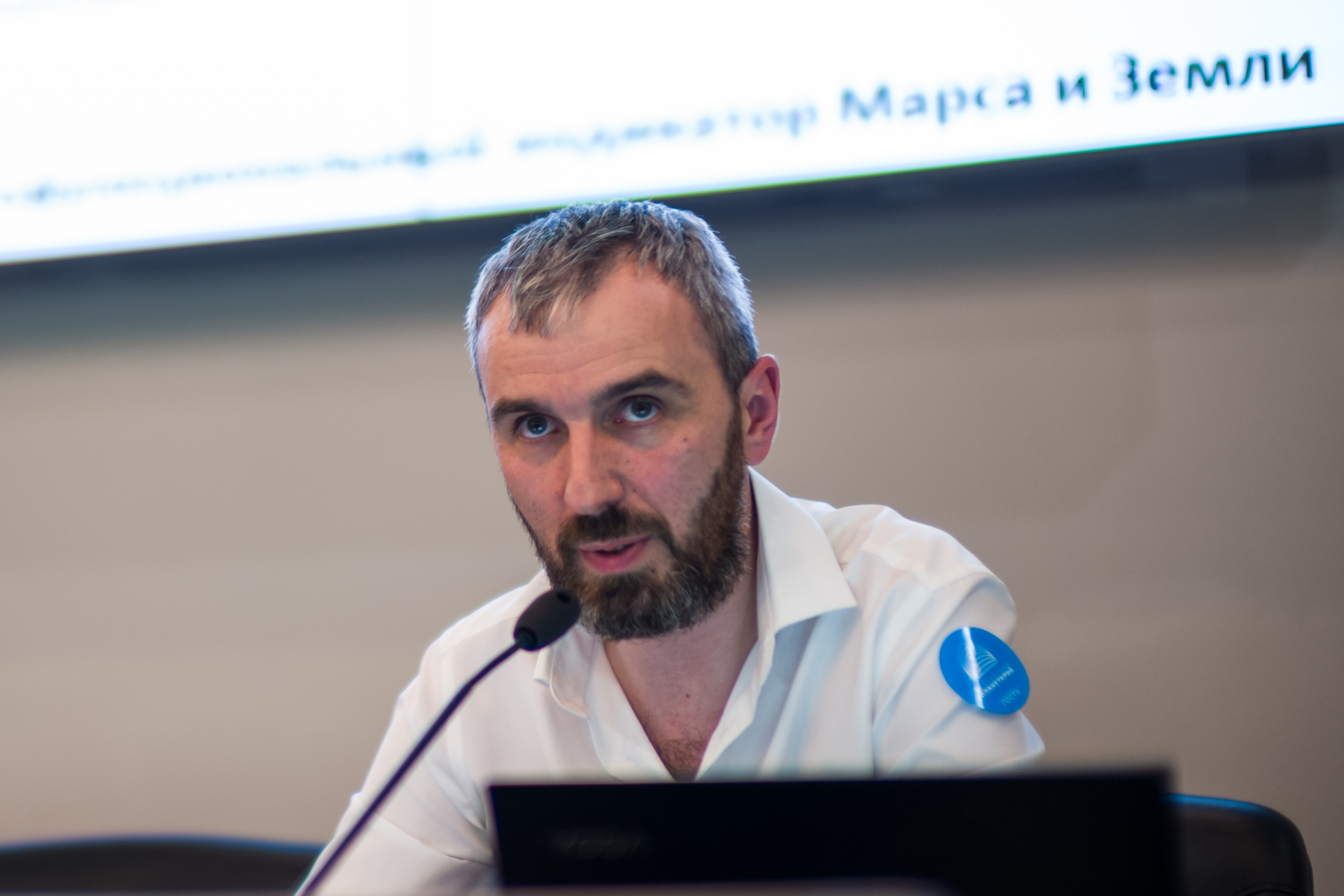
Tschaikin (2018)

Konstantin Jurjewitsch Tschaikin (russisch Константин Юрьевич Чайкин, englische Transkription Konstantin Chaykin; * 23. November 1975 in Leningrad) ist ein russischer Uhrmacher. Tschaikin lebt und arbeitet in Sankt Petersburg. Er ist Mitglied der Académie Horlogère des Créateurs Indépendants.
Nach dem Abschluss eines Studiums der Telekommunikation an der staatlichen Universität in Sankt Petersburg und der Beteiligung an einem Uhrenverkaufsgeschäft, entdeckte er im Jahr 2000 Interesse an der Herstellung von Uhren.
Er schuf einige uhrmacherisch anspruchsvolle und innovative Armbanduhren und Tischuhren. Neben klassischen Komplikationen, wie z. B. astronomischen Anzeigen oder dem Tourbillon, legte er bisher besonderes Augenmerk auf Neuentwicklungen im Bereich verschiedener Zeitrechnungen, darunter zum Beispiel die Anzeige des orthodoxen Osterdatum, Datumsanzeigen nach dem gregorianischen und dem muslimischen Kalender (Hidschra), sowie die Anzeige der altjüdischen Zeiteinheiten Halakim und Rega‘im.
Darüber hinaus hat Tschaikin Aufsätze in verschiedenen Fachzeitschriften veröffentlicht und betreibt in Moskau eine Manufaktur, in der die eigenen Uhren zum Teil von Hand hergestellt und Restaurierungsaufträge ausgeführt werden.

## Erfindungen

### Patente
Im Jahr 2025 hat Konstantin Chaikin über hundert Patente offiziell angemeldet. 

### Joker mit einem Mondphasenkalender
Im Jahr 2017 schuf Chaykin eine seiner bekanntesten Uhren – den Joker. Zwei schwarze Punkte auf den runden Scheiben stehen für Stunden- und Minutenanzeige. Im unteren Teil des Zifferblatts befindet sich die Mondphasenanzeige.

### Mars Conqueror Mk3 Fighter
Diese Uhr wurde am 4. Juni 2020 präsentiert. Sie ist mit der zweiten Zeitzone versehen, die die Uhrzeit auf dem Planeten Mars anzeigt (MCT). Die Uhr ist in einem futuristischen Design gestaltet und verfügt über ein Modul, das Synchronisation der Zeit auf der Erde und der Marszeit verwirklicht.

### Die flachste mechanische Armbanduhr der Welt
Im Jahr 2024 stieg Konstantin Chaykin in das Rennen um die flachste mechanische Armbanduhr der Welt ein, das in den letzten Jahren von den Schweizer Marken Piaget, Richard Mille und Bulgari übernommen wurde. Die ThinKing von Chaykin, die am 29. August 2024 lanciert wurde, ist mit einem 1,65 mm dicken Gehäuse die flachste Uhr der Welt. Am 10. Mai 2025 wurde die ThinKing & PalanKing, ein extraflacher Prototyp einer Armbanduhr aus Nickellegierung mit automatischem Gehäuse aus Titan, von Phillips für 508.000 Franken verkauft. 

## Auszeichnungen
2018 – Konstantin Chaykin erhielt mit seiner Armbanduhr Clown den Audacity Preis bei Grand Prix d’Horlogerie de Genève (GPHG)